# جمعية متتبعي الثورة الإسلامية
جمعية مُتتبِّعي الثورة الإسلامية (بالفارسية: جمعیت رهپویان انقلاب اسلامی)؛ حزب سياسي أصولي إيراني، تأسس على يد علي رضا زاكاني في 1 نوفمبر 2008، وهو أحد مجموعتين حزبيتين تشكلان جبهة الأصوليين التغيريين.